# Gare de Turin-Porta-Susa
La gare de Turin-Porta Susa (en italien, Stazione di Torino Porta Susa), est la seconde gare ferroviaire de Turin (Italie), après Porta Nuova.

## Situation ferroviaire
La gare se trouve au début de la ligne de Turin à Milan.

## Histoire
La gare a été ouverte en 1868, durant les travaux d'extension de la ville vers l'ouest.
Entre 2008 et 2014, une nouvelle structure a été construite au sud de l'ancienne, et sert de gare de passage et de correspondance pour les trains à grande vitesse français et italiens.

### Accueil

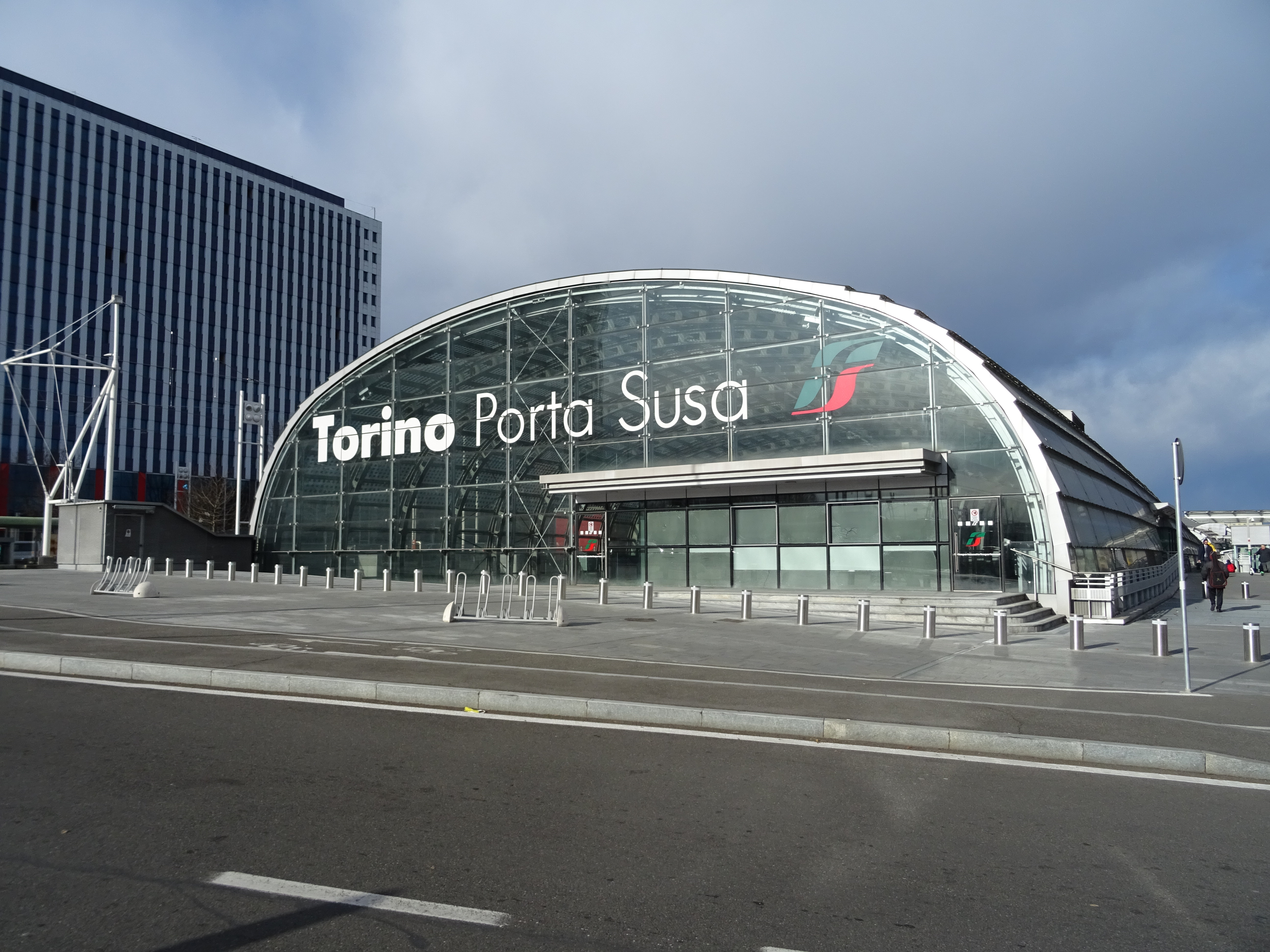
Une des entrées de la gare.

## Service des voyageurs

### Desserte
Des TGV inOui et des Frecciarossa au départ de Paris-Gare-de-Lyon et à destination de Milan passent par cette gare,.